# Lophodermium illiciicola
Lophodermium illiciicola är en svampart som beskrevs av S.J. Wang, Y.F. He, G.B. Ye & Y.R. Lin 2006. Lophodermium illiciicola ingår i släktet Lophodermium och familjen Rhytismataceae.   Inga underarter finns listade i Catalogue of Life.